# Stephen Hales
Stephen Hales [ejtsd: hélsz] (Bekesbourne, Kent, 1677. szeptember 17. – Teddington, Middlesex, 1761. január 4.) angol növényfiziológus.

## Élete
A Cambridge-i Egyetemen a Corpus Christi College-ben végezvén a teológiát, több helyen lelkészkedett, szabadidejében pedig matematikával és természettudományokkal foglalkozott. Számos fizikai és kémiai műve megalapozta hírnevét. Vegetable statics, or an account of some statical experiments on the sap in vegetables (London, 1727, 3. kiadás: 1738) című munkája számos megfigyelés és kísérlet, mérés és kiszámítás megejtésével a növények táplálkozását, nedvszállását és növekedését az akkori fizikai ismeretek egyöntetű elven képévé állította össze.

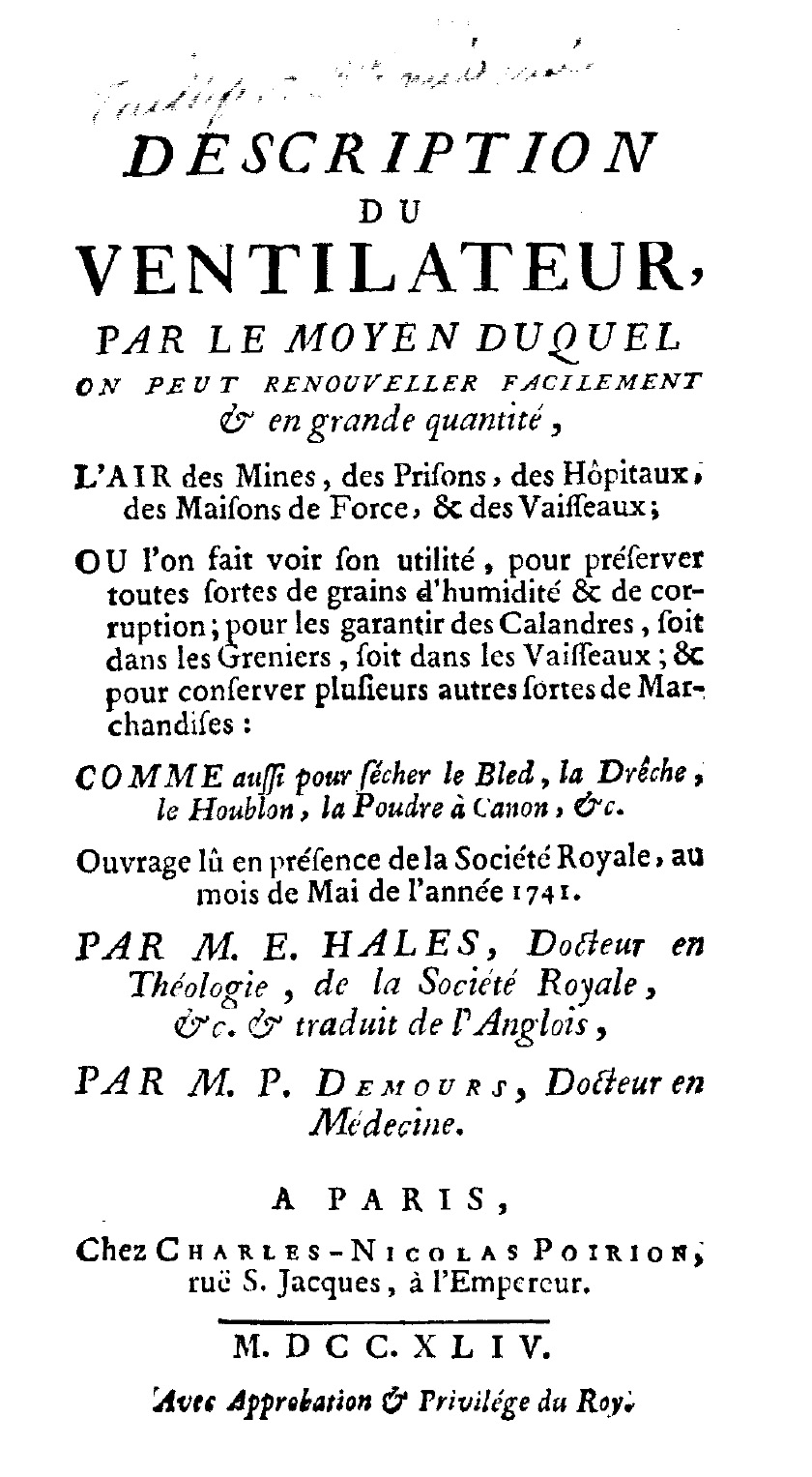
Description du ventilateur (Description of ventilators), 1744